# Lottdragning
Lottdragning, att låta slumpen peka ut ett nummer, en person, ett beslut, en turordning, etc. Kan ske enkelt genom att man drar märkta papperslappar eller föremål ur till exempel en påse, på mekanisk väg genom att exempelvis låta en maskin fälla ut numrerade bollar av exempelvis plast, eller digitalt genom att använda en dators eller miniräknares slumptalsgenerator. Används nästan uteslutande vid spel om pengar eller vinster, ofta för att bestämma vilket lag som inleder en match inom sportens värld, och ibland även vid politiska och andra val samt vid beslutsfattande när de vanliga urvalsreglerna inte fungerar.